# Robert Loggia
Robert Loggia, właśc. Salvatore Loggia (ur. 3 stycznia 1930 w Staten Island, zm. 4 grudnia 2015 w Los Angeles) – amerykański aktor filmowy, teatralny i telewizyjny oraz reżyser włoskiego pochodzenia.
Znany był przede wszystkim z ról mafijnych bossów i gangsterów. W 1986 otrzymał swoją jedyną w karierze nominację do Oscara za drugoplanową rolę w thrillerze Nóż (1985; reż. Richard Marquand). Był także dwukrotnie nominowany do Nagrody Emmy: za główną rolę w serialu kryminalnym Mancuso (1989-90) oraz za gościnny występ w sitcomie Zwariowany świat Malcolma (2000–2006). Był także laureatem Nagrody Saturna za drugoplanową rolę w komedii fantasy Duży (1988; reż. Penny Marshall).

## Życiorys

### Wczesne lata
Urodził się w Nowym Jorku jako syn włoskich imigrantów, szewca Benjamina i jego żony Eleny (z domu Blandino).
W 1947 ukończył New Dorp High School w Staten Island, w stanie Nowy Jork. Podczas nauki w Wagner College, wystąpił jako Petruchio, wielbiciel Katarzyny w komedii szekspirowskiej Poskromienie złośnicy (1948). Studiował dziennikarstwo na University of Missouri w Columbii, w stanie Missouri, a następnie w latach 1951-53 pracował jako sprawozdawca wiadomości dla Armii Stanów Zjednoczonych w Caribbean Forces Network w Panamie. W 1955 uczył się aktorstwa w nowojorskim Actors Studio.

### Kariera
Po debiucie na off-Broadwayu w sztuce Złotoręki (1955), trafił na duży ekran w dramacie Między linami ringu (1956) u boku Paula Newmana. W kolejnych latach wystąpił w licznych serialach telewizyjnych, miał także na swoim koncie kilka filmowych ról drugoplanowych.
Swoje największe sukcesy aktorskie odniósł w latach 80. Wówczas otrzymał nominację do Oscara za drugoplanową rolę w filmie Nóż (1985) oraz zagrał Franka Lopeza w dramacie kryminalnym Briana De Palmy Człowieku z blizną (1983) z udziałem Ala Pacino.
Grywał też w komediach, m.in.: Honor Prizzich (1985) czy Duży (1988). Wystąpił także w filmach: Oficer i dżentelmen (1982), Psychoza II (1983), Więcej niż wszystko (1987).
W latach 90. zagrał m.in. w takich produkcjach jak: Zawód pan młody (1991), Niewinna krew (1992), Gladiator (1992), Wystrzałowe dziewczyny (1994), Kocham kłopoty (1994), Dzień Niepodległości (1996), Zagubiona autostrada (1997), Biały labirynt (1997), Cudotwórca (1998).
4 grudnia 2015 w swym domu w Los Angeles zmarł w  wieku 85 lat. Od roku 2010 zmagał się z chorobą Alzheimera.

## Filmografia

### Filmy fabularne
- Między linami ringu (1956) jako Frankie Peppo
- Opowieść wszech czasów (1965) jako Józef
- Che! (1969) jako Faustino Morales
- Dwóch misjonarzy (1974) jako Marches Gonzaga
- Atak na Entebbe (1977) jako Jigal Allon
- Zemsta Różowej Pantery (1978) jako Al Marchione
- Wielka Stopa w Egipcie (1980) jako Barns
- S.O.B. (1981) jako Herb Maskowitz
- Na tropie Różowej Pantery (1982) jako Bruno Langios
- Oficer i dżentelmen (1982) jako Byron Mayo
- Psychoza II (1983) jako dr Bill Raymond
- Człowiek z blizną (1983) jako Frank Lopez
- Klątwa Różowej Pantery (1983) jako Bruno Langios
- Honor Prizzich (1985) jako Eduardo Prizzi
- Nóż (1985) jako Sam Ransom
- Takie jest życie (1986) jako o. Baragone
- Uzbrojeni i niebezpieczni (1986) jako Michael Carlino
- Gaby. Historia prawdziwa (1987) jako Michel
- Więcej niż wszystko (1987) jako Jason Cutler
- Amazonki z Księżyca (1987) jako gen. McCormick
- Wyznawcy zła (1987) jako porucznik Sean McTaggert
- Szaleńczy pościg (1987) jako „Mac” MacClaren
- Oliver i spółka (1988) – Sykes (głos)
- Duży (1988) jako MacMillan
- Triumf ducha (1989) jako pan Arouch, ojciec Salamo i Avrama
- Bezlitosny (1989) jako Bill Malloy
- Matka i córka (1989) jako Giovanni
- Zawód pan młody (1991) jako Lew Horner
- Niewinna krew (1992; znany także pt. Krwawa Maria) jako Salvatore „Rekin” Macelli
- Gladiator (1992) jako Pappy Jack
- Kapsuła ratunkowa (1993) jako Banks
- Wystrzałowe dziewczyny (1994) jako Frank Jarrett
- Kocham kłopoty (1994) jako Matt
- Zimnokrwisty (1995) jako Gordon
- Zemsta gangstera (1995) jako Philip Marquand
- Dzień Niepodległości (1996) jako gen. William Grey
- Zagubiona autostrada (1997) jako pan Eddy/Dick Laurent
- Biały labirynt (1997) jako Moritz Jasperson
- Lep na muchy (1997) jako Marvin
- Grzeszna propozycja (1998) jako Hannibal Thurman
- Cudotwórca (1998) jako John McBainbridge
- Dziadek i ja (1998) jako dziadek
- Wielki powrót (1999) jako Jules
- Joanna D’Arc (1999) jako o. Monet
- Wróć do mnie (2000) jako Angelo Pardipillo
- 4 miliony do szczęścia (2006) jako Carl Campobasso
- Funny Money (2006) jako Feldman
- Całe życie z wariatami (2009) jako dr Robert Carter, ojciec Henry’ego
- Apostoł Piotr i Ostatnia Wieczerza (Apostle Peter and the Last Supper, 2012) jako stary Piotr
- Dzień Niepodległości: Odrodzenie (2016) jako gen. William Grey

### Seriale TV
- Alfred Hitchcock przedstawia (1955−1965) jako Jimmy French/Larry Chetnick (gościnnie; 1960 i 1962)
- Nietykalni (1959-1963) jako Leo Mencken/Larry Zenko (gościnnie; 1962)
- Gunsmoke (1955–1975) jako Cal Tripp (gościnnie; 1965)
- Kojak (1973–1978) jako Cassidy York (gościnnie; 1975)
- Starsky i Hutch (1975–1979) jako Ben Forest/Jack Parker (gościnnie; 1975 i 1978)
- Sierżant Anderson (1974–1978) jako Sylvester/Paul Nicastro (gościnnie; 1976 i 1977)
- Aniołki Charliego (1976–1981) jako Michael Durano/Paul Terranova (gościnnie; 1976 i 1980)
- Columbo jako Harry Blandford (w odc. pt. Iluzjonista z 1976)
- Quincy (1976–1983) jako Harland DeVille (gościnnie; 1979)
- Wyspa Fantazji (1978–1984) jako Porter Brockhill (gościnnie; 1981)
- Domek na prerii (1974-2983) jako Thomas Stark (gościnnie; 1982)
- Magnum (1980–1988) jako Philippe Trusseau/„La Bulle” (gościnnie; 1980 i 1986)
- Napisała: Morderstwo (1984−1996) jako Joe Kellijian (gościnnie; 1984)
- Mancuso (1989–1990) jako Nick Mancuso
- Frasier (1993−2004) jako Stefano (gościnnie; 2000)
- Po tamtej stronie (1995–2002) jako Sprawiedliwy Earl Clayton (gościnnie; 2000)
- Dotyk anioła (1994−2003) jako Chandler Crowne (gościnnie; 2000)
- Dharma i Greg (1997–2002) jako gen. Kirby (gościnnie; 2000)
- Zwariowany świat Malcolma (2000–2006) jako dziadek Victor (gościnnie; 2001)
- Obrońca (2001–2004) jako Harry Josephs (gościnnie; 2001)
- Sędziowie z Queens (2003) jako sędzia Thomas O’Neill
- Rodzina Soprano (1999–2007) jako Feech La Manna (gościnnie; 2004)
- Kojak (2005) jako George Tucker (gościnnie w odc. 4.)
- Detektyw Monk (2002–2009) jako Louie Flynn (gościnnie; 2008)